# Љаојуен
Љаојуен (辽源) град је Кини у покрајини Ђилин. Према процени из 2009. у граду је живело 466.933 становника.

## Становништво
Према процени, у граду је 2009. живело 466.933 становника.
| 1990.   | 2000.   | 2009    |
| ------- | ------- | ------- |
| 411.073 | 449.614 | 466.933 |